# Szécsen család
A temerini gróf Szécsen család egy horvát származású, a XVIII. századtól magyar főnemesi címmel bíró család.

## Története
A horvát ősök áttelepedését követően Szécsen Mátyás és Sándor testvérek 1763. június 21-én kaptak nemesi címerlevelet Mária Teréziától. Sándor tanácsos és kamaraelnök 1811-ben grófi címet kapott. Szintén ő volt az, aki a család előnevét adó temerini uradalmat megszerezte. Fiai közül Károly az alezredesi rangig vitte a hadseregnél, Adolf huszárkapitány, Miklós pedig titkos tanácsos, kamaraelnök és Zsófia főhercegasszony főudvarmestere lett. Miklós fiai közül Antal történész és politikus, Károly alezredes pedig 1849-ben Olaszországban esett el. A családnak Járek és Temerin községekben volt földesúri joga.

## Címere
Kempelen Béla ezt írta:
Címer: négyelt pajzs; az 1. és 4. kék mezőben jobbharánt arany pólya; a 2. és 3. vörös mezőben fehérlő hármas sziklahegy középsőjén könyöklő páncélos kar kardot tart; grófi korona; 3 sisak; sisakdiszek, 1: bal-, illetőleg jobbharánt arany pólyával vágott 2 szárny között stilizált ezüst rózsa; 2. és 3: befelé fordult könyöklő páncélos kar kardot tart; takaró: kék-arany, vörös-ezüst.

## Nevezetes családtagok
- Szécsen Antal (1819–1896) történész, politikus, miniszter, az MTA tagja
- Szécsen Miklós (1782–1871) titkos tanácsos, Pozsega vármegye főispánja, főudvarmester.
- Szécsen Miklós (1857–1926) diplomata, nagykövet, udvarnagy
- Szécsen Sándor (1740–1813) titkos tanácsos, királyi kamarai elnök, Kőrös vármegye főispánja